# موط (مدينة)
مُوط، مدينة تقع في جنوب غرب مصر، وتتبع محافظة الوادي الجديد إدراياً، والمدينة عاصمة مركز الداخلة.